# Amanda Guerreño
Amanda Guerreño (* 25. Mai 1933 in Buenos Aires) ist eine argentinische Komponistin.

## Leben
Guerreño besuchte nach der Ausbildung am Conservatorio Constantino Gaito die Escuela Superior de Bellas Artes der Universidad Nacional de La Plata. Sie studierte Klavier bei Roberto Castro und Delia Castro, Komposition bei Roberto García Morillo und Alberto Ginastera, Instrumentation bei Mariano Drago sowie Orgel bei Julio Perceval am Teatro Colón und später bei Héctor Zeoli, schließlich elektroakustische Musik am Instituto Torcuato di Tella bei Francisco Kröpfl.
Sie war dann als Lehrerin und Konzertpianistin aktiv. Als Komponistin wurde sie 1970 mit der Kantate Homenaje a America bekannt. Für die Aufführung ihrer Vía Crucis Latinoamericano gründete sie die Gruppe Limay, mit der sie das Werk u. a. in Deutschland, der Schweiz und Frankreich aufführte. Weiterhin gründete sie die Tangogruppe Música Ciudadana, mit der sie ebenfalls eigene Kompositionen aufführte.

## Werke
- Sinfonía para la Paz für Bariton und Sinfonieorchester
- Danza de Ulises für Klavier (1960)
- Tres Bocetos Sinfónicos (1968)
- Permutaciones para dos pianos (1968)
- Trío Americano für Violine, Cello und Klavier (1968)
- Cuarteto para Buenos Aires + 1 für Streichquartett (1970)
- Homenaje a América, Kantate für Sopran, Bass, Gitarre und Perkussion (1970)
- 8 canciones al estilo popular para canto y guitarra (Text von Carlos Alberto Débole) (1970)
- Ensayo para tres notas (Matinal) für Klavier (1970)
- Ritmocordio II für Klavier (1974)
- Ritmocordio I für Trompete, Posaune, Kontrabass und Perkussion (1982)
- Tupac Amaru (Text von Carlos Alberto Débole) für gemischten Chor und Stimmen (1986)
- Tierra nuestra Libertad, Kantate für Chor und Instrumente (1987)
- Vía Crucis Latinoamericano (1991)
- Danza Americana für Klavier (1995)
- Vals con rayuela y tango für Cello und Klavier (1997)
- Payanca con chamamé für Flöte, Klarinette, Violine, Cello und Perkussion (1998)
- Serrín-Serrán für Streichorchester (1999)
- Bacteria Filella für Computer, Klavier und Saxophon (2001)
- Tríptico 2002 für Klavier und Perkussion
- Moebius, para piano (2005)
- Santuario Cósmico, música electroacústica (2010)
- Puentes del exilio, para guitarra y flauta (2011)
- Ave Maria, para coro mixto (2015)
- Angelus, para piano (2017)